# Dorfkirche Reichenow

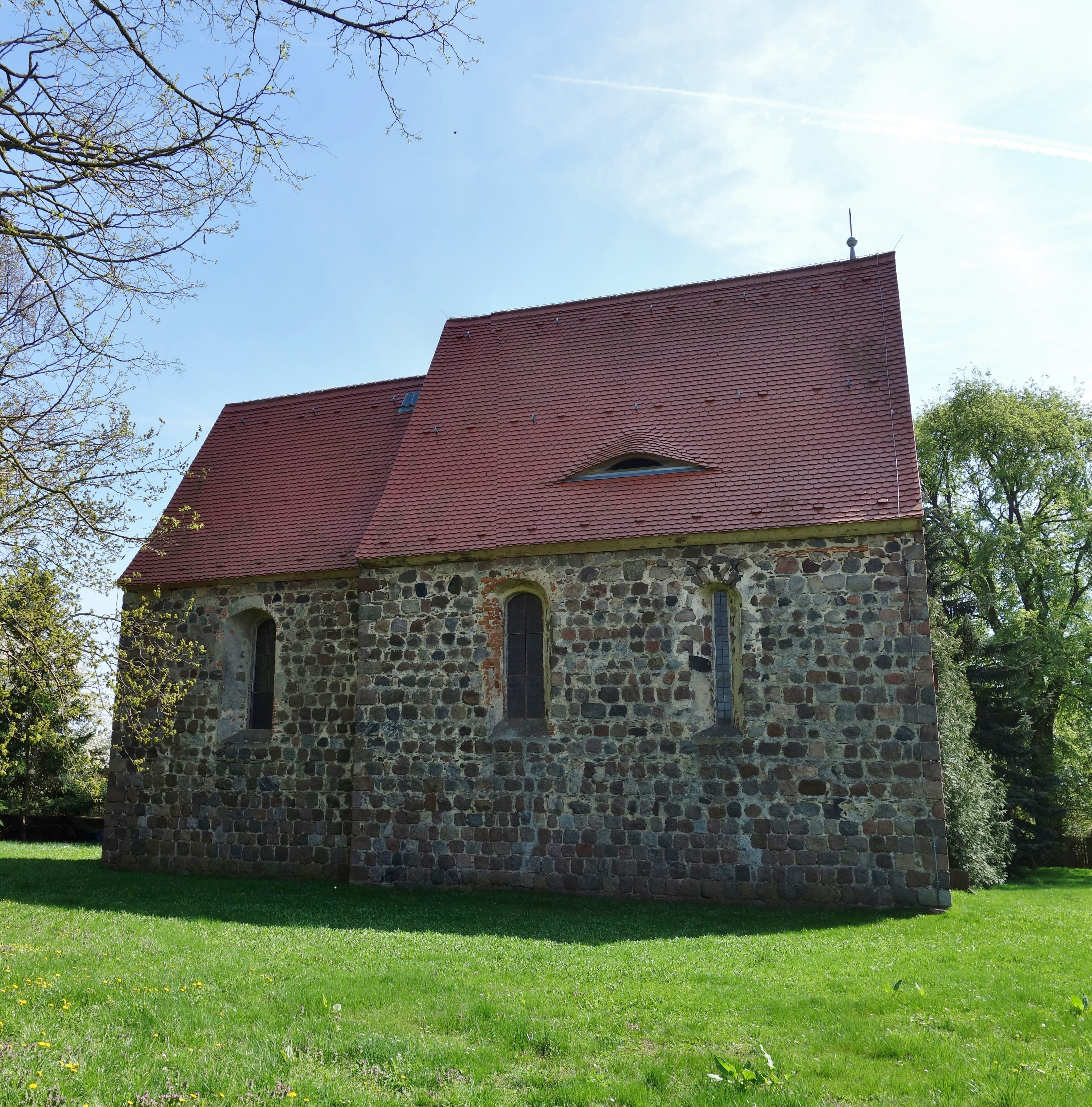
Dorfkirche Reichenow, Nordansicht

Die Dorfkirche Reichenow ist ein gotisches Kirchengebäude im Ortsteil Reichenow der Gemeinde Reichenow-Möglin im Landkreis Märkisch-Oderland des deutschen Bundeslandes Brandenburg. Die Kirche gehört zum Kirchenkreis Oderland-Spree der Evangelischen Kirche Berlin-Brandenburg-schlesische Oberlausitz.

## Architektur
Der Bau aus sorgfältig behauenen Feldsteinquadern stammt aus der Mitte des 13. Jahrhunderts. Das 18 m lange und 10 m breite Gebäude besteht aus einem 11 m langen Schiff mit Satteldach und einem 7 m langen eingezogenen Rechteckchor. Die Lanzettfenster im Ostgiebel und in der Langhausnordwand stammen aus der Bauzeit. Die anderen Fenster wurden später erweitert und mit Rundbogen versehen. Ebenso sind die Spitzbogenpforte auf der Südseite und die vermauerte Pforte auf der Westseite bauzeitlich. Die Kirche hat keinen Turm. Im Westgiebel finden sich die Schallöffnungen für die Glocken.

## Innengestaltung
Der Innenraum ist flachgedeckt und hat eine schlichte Westempore. Der Hochaltar trägt einen Aufsatz von 1622 in der Art der Hochaltäre von St. Nicolai in Bad Freienwalde und der Maria-Magdalenen-Kirche in Eberswalde. Das mit Diamantquadern, Engelsköpfen und Rankenwerk verzierte Gehäuse besteht aus Predella sowie drei Obergeschossen. In der Hauptachse finden sich übereinander vier Reliefs: Abendmahl, Kreuzigung, Auferstehung und Himmelfahrt Christi. In seitlichen gerahmten Nischen finden sich im ersten Obergeschoss die Evangelisten Matthäus und Markus, auf dem darüberliegenden Gebälk Lukas und Johannes.
Die Orgel stammt von 1970 aus der Werkstatt Jehmlich Orgelbau Dresden.